# Joseph Tournois
Joseph Tournois (Chazeuil, 18 novembre 1831 – Digione, 1891) è stato uno scultore francese.

## Biografia
Fu allievo di François Jouffroy e François Rude. Studiò presso l'École nationale supérieure des Beaux-Arts, dove creò Ulysse blessé à la chasse par un sanglier, un bassorilievo con il quale vinse il Prix de Rome per la scultura nel 1857. Successivamente si trasferì a Roma e visse nell'Académie de France à Rome di Villa Medici, dal 27 gennaio 1858 al 31 dicembre 1862.
Nel 1868 partecipò al Salon des artistes français, con la scultura in gesso Bacchus inventant la comédie. Quest'opera fu successivamente acquisita dallo Stato. Fu anche realizzata una copia dell'opera in bronzo da Victor Thiebaut. Con questa scultura Tournois partecipò nel 1869 al Salon de la Culture e all'Exposition Universelle di Vienna nel 1873.

## Opere principali
- Busto di Armand-Gaston Camus (1740-1804), Palazzo di Versailles, Versailles
- Perseo, 1875, Museo di Digione
- Ulysse blessé à la chasse par un sanglier, bassorilievo, Musée de l'École nationale supérieure des Beaux-Arts
- Bacchus inventant la comédie, scultura, Jardin du Luxembourg